# Ekundayo Jayeoba
Ekundayo Jayeoba (Lagos, 4 april 1980) is een Nigeriaanse voetballer (aanvaller) die sinds 2010 voor de Bulgaarse tweedeklasser Etar Veliko Tarnovo uitkomt. Voordien speelde hij onder meer voor Lokomotiv Plovdiv en Levski Sofia. Met Levski Sofia werd hij in 2006 en in 2007 landskampioen van Bulgarije.

## Carrière
- 1992-1998: FC Nepa Lagos (jeugd)
- 2000-2005: Lokomotiv Plovdiv
- 2005-2008: Levski Sofia
  - 2008: Maccabi Herzliya (op huurbasis)
- 2008-2009: Tsjernomorets Boergas
- 2009-2010: Vichren Sandanski
- 2010-heden: Etar Veliko Tarnovo